# لوئی پانزدهم
لوئی پانزدهم (به فرانسوی: Louis XV) ۱۵ فوریهٔ ۱۷۱۰ – ۱۰ مهٔ ۱۷۷۴ (۶۴ سال) معروف به لوئی محبوب (به فرانسوی: le Bien-Aimé)، پادشاه فرانسه و ناوار از یکم سپتامبر سال ۱۷۱۵ تا هنگام مرگش در سال ۱۷۷۴ بود.
وی در پنج سالگی جانشین پدرِ پدربزرگش لوئی چهاردهم شد. تا هنگام رسیدن به سن بلوغ در چهارده سالگی در ۱۵ فوریه سال ۱۷۲۳، فیلیپ دوم، دوک اورلئان، برادرزاده لوئی چهاردهم، به عنوان نایب‌السلطنه اداره امور را در دست داشت.
کاردینال د فلوری از سال ۱۷۲۶ تا زمان مرگش در سال ۱۷۴۳ وزیر اعظم بود، از آن زمان پادشاه کنترل کامل پادشاهی را به دست گرفت.
سلطنت پنجاه‌ونه ساله او بعد از سلطنت لوئی چهاردهم با طول ۷۲ سال، دومین دوره طولانی سلطنت در تاریخ فرانسه به حساب می‌آید. در سال ۱۷۴۸، لوئی، هلند اتریش را با وجود اینکه در سال ۱۷۴۵ در نبرد فونتنوی (از جنگ‌های جانشینی اتریش) پیروز شده بود، به امپراتوری مقدس روم بازگرداند. پس از پایان فاجعه‌بار جنگ هفت ساله در سال ۱۷۶۳، سرزمین فرانسه نو در آمریکای شمالی را به بریتانیا و اسپانیا واگذار کرد. او سرزمین‌های دوک‌نشین لورن و جمهوری کورسیکان را در پادشاهی فرانسه ادغام کرد.
نوه و جانشین وی، لوئی شانزدهم، پادشاهی را که نیاز به اصلاحات شدید مالی و سیاسی داشت، به ارث برد که در نهایت به انقلاب فرانسه در سال ۱۷۸۹ و گردن زده شدن او منجر شد.

## اوایل زندگی و اقتدار (۱۷۱۰–۱۷۲۳)

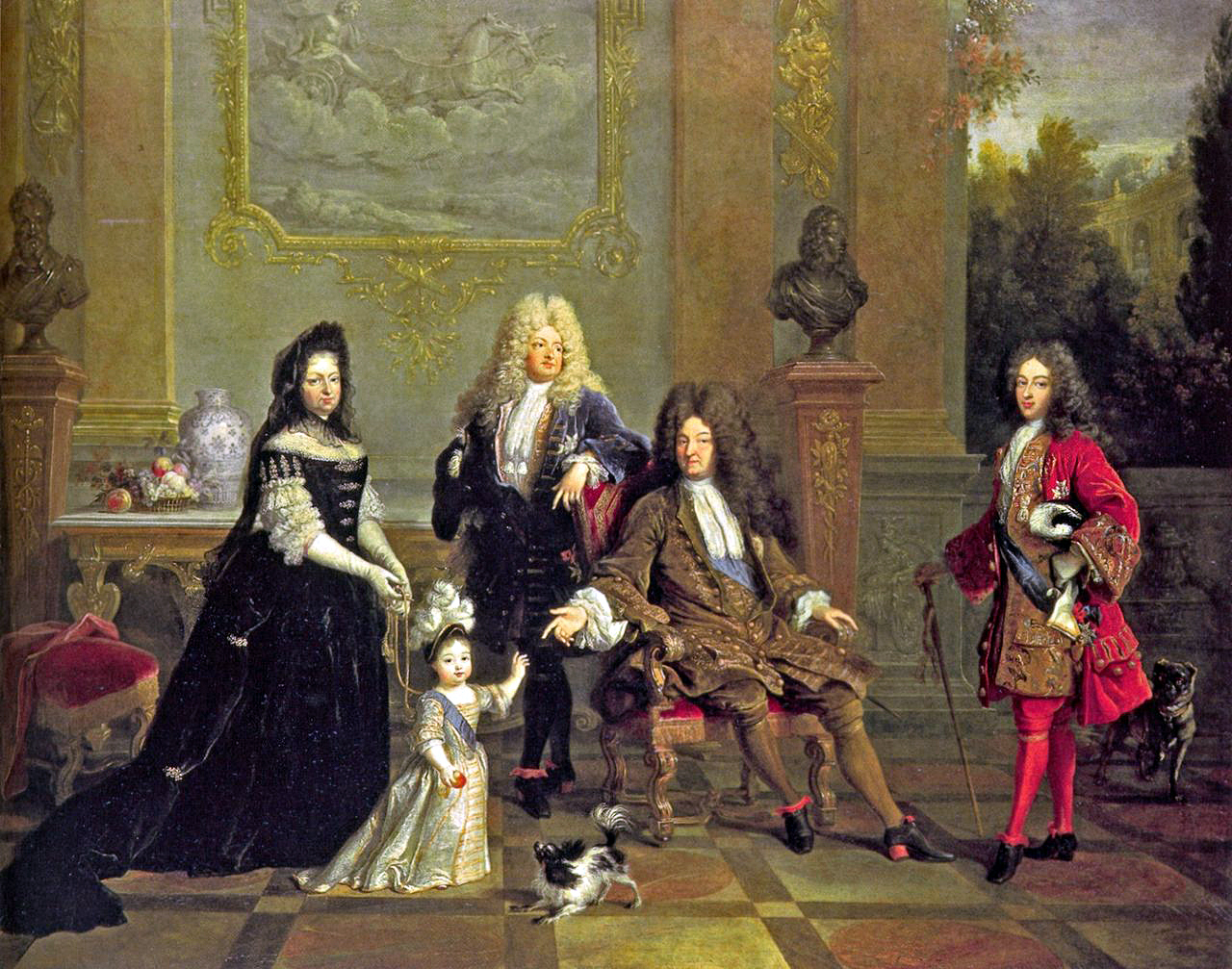
لوئی نوزاد با خاندان پادشاهی، پدر، پدربزرگ و پدر پدربزرگش و نیم تنه‌های آنری چهارم و لوئی سیزدهم در پس زمینه. این پرتره که برای او نقاشی شده است، یادآور نقش او در نجات سلسله است.

لوئی پانزدهم پسر نوهٔ لوئی چهاردهم و سومین پسر دوک بورگوندی (۱۶۸۲–۱۷۱۲) و همسرش ماری آدلاید ساووی، دختر ارشد ویکتور آمادئوس دوم، دوک ساووی بود. وی در ۱۵ فوریه ۱۷۱۰ در کاخ ورسای به دنیا آمد. هنگامی که متولد شد و بلافاصله دوک آنژو لقب گرفت. در این زمان، احتمال تبدیل شدن او به پادشاه لوئی پانزدهم بسیار بعید به نظر می‌رسید. انتظار می‌رفت که پسر ارشد و وارث خود پادشاه، لوئی مشهور به گراند دوفن (دوفن بزرگ)، به عنوان لوئی پانزدهم پس از مرگ پادشاه فعلی، تاج و تخت را به دست گیرد و سپس پسر ارشد او لوئی -پدر لوئی ملقب به پتی دوفن (دوفن کوچک) و دوک بورگوندی، در ردیف بعدی قرار می‌گیرد و یک روز احتمالا لوئی شانزدهم خواهد شد. در آن زمان، برادر بزرگتر باقی مانده لوئی، که او نیز لوئی نیز نام داشت، به نوبه خود دوفن فرانسه و سپس پادشاه لوئی هفدهم می‌شد و طبق قانون حق اولویت نخستین فرزند تاج را به اولین پسرش می‌سپرد (توجه داشته باشید که اولین پسر دوک بورگوندی، که وی نیز لوئی نام داشت، در سال ۱۷۰۵ در اثر تشنج در زمانی که کمتر از یک سال داشت، درگذشت، اگرچه در طول زندگی کوتاه خود در صف جانشینی پدرش بود و اگر زنده بود بر دو برادر کوچکترش ارجحیت داشت). با این حال، بیماری خط جانشینی را سه نسل به جلو و به طرفین هدایت کرد: در ۱۴ آوریل ۱۷۱۱ گراند دوفن بر اثر آبله درگذشت ۱۴ آوریل ۱۷۱۱ (۴۹ سال)، و کمتر از یک سال بعد، در در ۱۲ فوریه ۱۷۱۲، مادر پادشاه آینده، ماری آدلاید، که به سرخک مبتلا شده بود، درگذشت و شش روز بعد، دوک بورگوندی، پدر لوئی، که در طول بیماری همسرش وی را رها نکرده بود، نیز درگذشت. با مرگ هر دو دوفن «گراند» و «پتی»، برادر بزرگ لوئی بلافاصله به دوفن فرانسه تبدیل شد، اما کمی بیش از دو هفته دیگر، در ۷ مارس، مشخص شد که هر دو لوئی بزرگ و لوئی کوچکتر نیز به سرخک مبتلا شده بودند. با این دو برادر به روش سنتی و با فصد تحت درمان قرار گرفتند. در شب ۸ تا ۹ مارس، دوفن جدید پنج ساله، به دلیل ترکیبی از بیماری و درمان درگذشت. آموزگار لوئی، مادام دو ونتادور، پزشکان را از انجام فصد بیشتر بر روی لوئی، که اکنون دوفن فرانسه شده بود، منع کرد، و او را با مخفی کردن او در کمد قصر، جایی که به تنهایی از او مراقبت می‌کرد، ربود. او بسیار بیمار بود، اما به دلیل اعمال و مراقبت‌های آموزگارش، زنده ماند. هنگامی که لوئی چهاردهم در ۱ سپتامبر ۱۷۱۵ درگذشت، لوئی در سن پنج سالگی، لرزان و گریان و بر خلاف احتمالات ضعیف، تاج و تخت را به عنوان لوئی پانزدهم، به ارث برد.طبق فرمان سلطنتی وینسنس که توسط شارل پنجم در سال ۱۳۷۴ صادر شد، ایجاب می‌کرد پادشاهی تا زمانی که لوئی به چهارده سالگی برسد توسط یک نایب السلطنه اداره شود.عنوان نایب السلطنه معمولاً به نزدیکترین خویشاوند بزرگسال زنده پادشاه کوچک، اغلب به مادر یا عمویش، اختصاص می‌یافت. اما از آنجایی که مادر لوئی تحت تأثیر بیماری قرار گرفته بود، و تنها عمویش فیلیپ نیز قبلاً به عنوان پادشاه اسپانیا بر تخت پادشاهی آن کشور نشسته بود، در این مورد، کار به نزدیکترین خویشاوندش، یعنی عموزاده‌اش فیلیپ دوم، دوک اورلئان تعلق گرفت. با این حال، لوئی چهاردهم به فیلیپ، که یک سرباز مشهور بود، اما توسط پادشاه سابق به عنوان یک ملحد و آزادیخواه تلقی می‌شد، بی‌اعتماد بود. پادشاه به‌طور خصوصی از فیلیپ به عنوان "Fanfaron des crimes" ("لاف زن جنایت") یاد کرد.لوئی چهاردهم آرزو داشت که فرانسه توسط پسر مورد علاقه اما نامشروعش، دوک ماین (پسر نامشروع لوئی چهاردهم و مادام دو مونتسپن) اداره شود که در دربار حضور داشت و به دلیل تغییر شگرف در قوانین جانشینی که توسط لوئی چهاردهم وضع شد و به عنوان قدیمی‌ترین بازماندگان مرد بازمانده او، اکنون می‌توانست در صورت از بین رفتن خط مستقیم جانشینی قانونی، پادشاه شود. در اوت ۱۷۱۴، لوئی چهاردهم اندکی قبل از مرگش، وصیت نامه خود را برای محدود کردن اختیارات نایب السلطنه بازنویسی کرد. مقرر کرد که تا زمانی که پادشاه جدید به سن بلوغ برسد، کشور باید توسط شورای سلطنت متشکل از چهارده عضو اداره شود. فیلیپ، برادرزاده لوئی چهاردهم، به عنوان رئیس این شورا انتخاب شد، اما اعضای دیگر شامل دوک ماین و حداقل هفت تن از متحدان معروف او بودند. طبق این اراده، همه تصمیمات باید با اکثریت آرا گرفته می‌شد، به این معنی که همیشه می‌تواند توسط حزب ماین برتری یابد و عملاً به ماین اجازه می‌دهد تا هشت سال آینده بر فرانسه حکومت کند.
فیلیپ تله را دید. پارلمان پاریس، مجمعی از اشراف فرانسوی که فیلیپ در میان آنها دوستان زیادی داشت، تنها نهاد قضایی در فرانسه بود که صلاحیت ابطال این بخش از وصیت نامه پادشاه متوفی را داشت و بلافاصله پس از مرگ شاه، فیلیپ به آنان نزدیک شد و از پارلمان درخواست می‌کند که این کار را انجام دهند.او در ازای حمایت آنها موافقت کرد که «droit de remontrance» (حق اعتراض) - حق اعتراض به تصمیمات پادشاه - را که توسط لوئی چهاردهم حذف شده بود، به پارلمان بازگرداند."droit de remontrance" به عملکرد سلطنت آسیب می‌رساند و آغاز درگیری بین پارلمان و پادشاه بود که به انقلاب فرانسه در سال ۱۷۸۹ کمک کرد. اما در این میان، وصیت نامه باطل شد و فیلیپ به عنوان نایب السلطنه با اختیارات کامل برای عمل به نام پادشاه در همه امور منصوب شد.

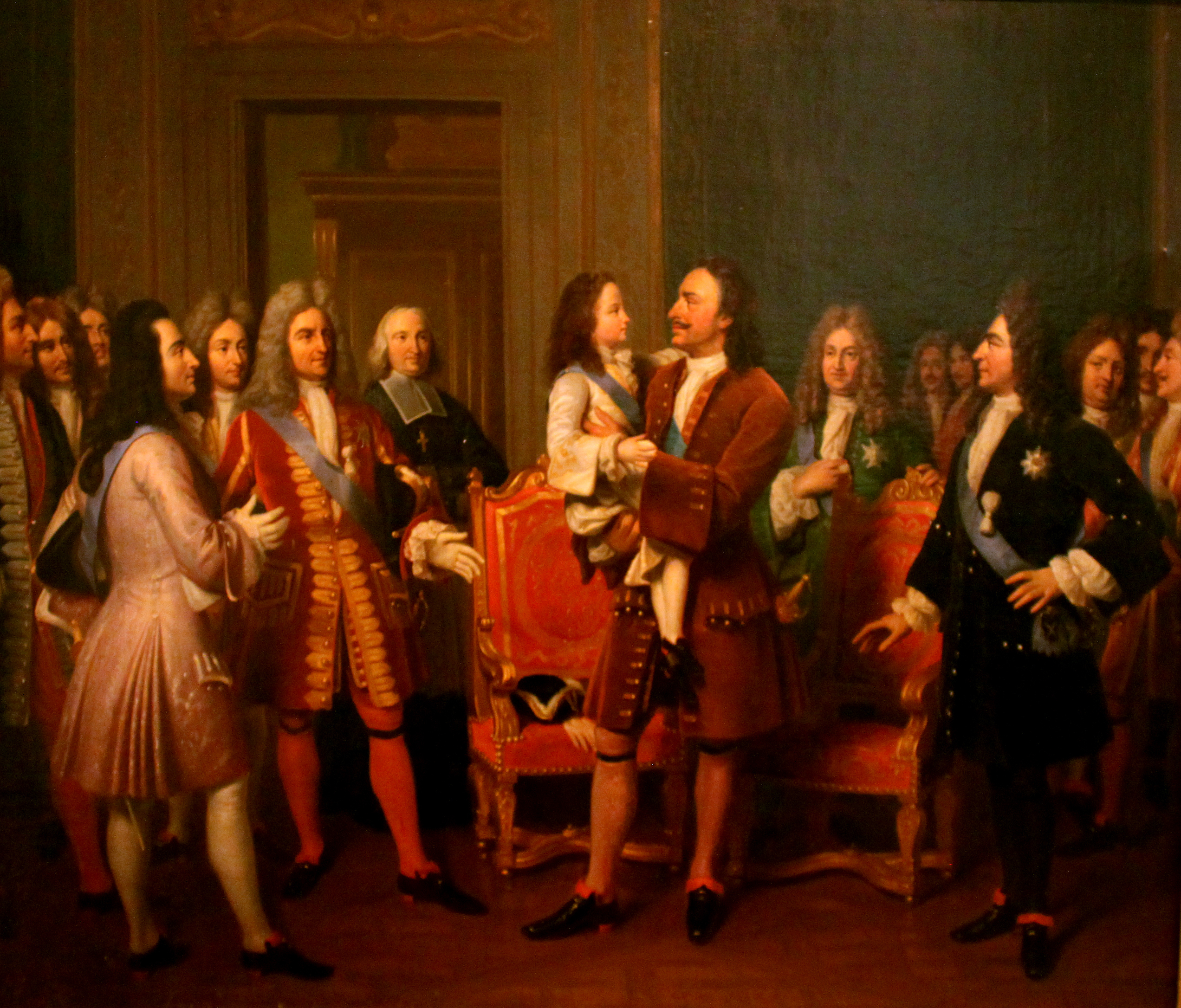
تزار پتر کبیر شاه کودک را در آغوش می‌گیرد.

در ۹ سپتامبر ۱۷۱۵، نایب السلطنه، پادشاه جوان را از دربار ورسای به پاریس منتقل کرد، جایی که در نزدیکی محل اقامت نایب السلطنه در پله رویال بود. در ۱۲ سپتامبر، او اولین اقدام رسمی خود را انجام داد، اولین "lit de Justice" سلطنت خود را در پله رویال افتتاح کرد. از سپتامبر ۱۷۱۵ تا ژانویه ۱۷۱۶ قبل از اینکه به کاخ تویلری برود، در شاتو وینسنس زندگی می‌کرد. در فوریه ۱۷۱۷، هنگامی که به هفت سالگی رسید، او را از آموزگار خود مادام ونتادور گرفته و تحت مراقبت فرانسوا دو ویلروی، دوک ۷۳ ساله و "مارشال فرانسه"، که در وصیت‌نامه لوئی چهاردهم در اوت ۱۷۱۴ به عنوان آموزگار وی انتخاب شد، قرار گرفت. ویلروی آداب دربار را به شاه جوان آموزش داد، به او یاد داد که چگونه از یک هنگ بازدید کند و چگونه از بازدیدکنندگان سلطنتی پذیرایی کند. مهمانان او شامل تزار روسیه پتر کبیر در سال ۱۷۱۷ بود. در اولین ملاقات آنها و برخلاف پروتکل معمولی بین چنین حاکمان بزرگی، تزار دو متری با برداشتن لوئی از زیر بغل و بوسیدن او سلام کرد. لوئی همچنین مهارت‌های اسب سواری و شکار را آموخت که به اشتیاق بزرگ تبدیل شد.
در سال ۱۷۲۰، به پیروی از لوئی چهاردهم، ویلروی از لوئی جوان خواست تا در دو باله در ملاء عام برقصد -یک بار در کاخ تویلری در ۲۴ فوریه ۱۷۲۰، و سپس بار دیگر در «باله عناصر» در ۳۱ دسامبر ۱۷۲۱.لوئی خجالتی از این اجراها وحشت داشت و هرگز در باله دیگری نرقصید.
معلم شاه، آبه آندره هرکول دو فلوری، اسقف فریجس (و بعداً کاردینال دو فلوری) بود، که به او در زبان‌های لاتین، ایتالیایی، تاریخ و جغرافیا، نجوم، ریاضیات و طراحی و نقشه‌کشی آموزش داده بود. پادشاه در سال ۱۷۱۷ با شناسایی رودخانه‌ها، شهرها و ویژگی‌های جغرافیایی روسیه، تزار روسیه را مجذوب خود کرده بود. شاه تا اواخر عمر خود اشتیاق خود را به علم و جغرافیا حفظ کرد. او دپارتمان‌های فیزیک (۱۷۶۹) و مکانیک (۱۷۷۳) را در کالج سلطنتی فرانسه ایجاد کرد، و از اولین نقشه کامل و دقیق فرانسه توسط خاندان کاسینی حمایت کرد. وی در کنار تحصیلات آکادمیک، تحصیلات عملی را در دولت گذراند. در آغاز در سال ۱۷۲۰ او در جلسات منظم شورای سلطنتی شرکت کرد.

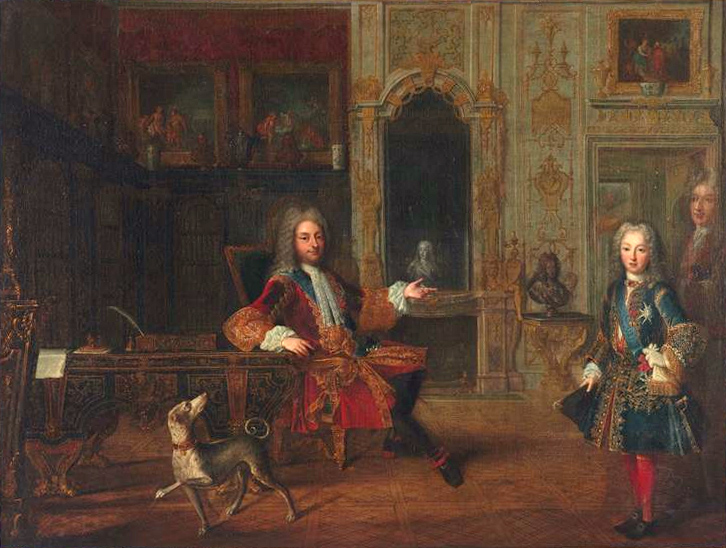
لوئی همراه با نایب السلطنه، فیلیپ دوم، دوک اورلئان (۱۷۱۸)

یک بحران اقتصادی حکومت را مختل کرد. اقتصاددان و بانکدار اسکاتلندی جان لا به عنوان مدیر کل امور مالی انتخاب شد. در ماه مه ۱۷۱۶، «بانک عمومی خصوصی» را افتتاح کرد که به زودی به بانک شاهی تبدیل شد. این بانک عمدتاً توسط دولت تأمین مالی می‌شد و یکی از اولین بانک‌هایی بود که پول کاغذی را منتشر کرد که تضمین می‌کرد می‌تواند با طلا مبادله شود. وی همچنین پاریسی‌های ثروتمند را ترغیب به سرمایه‌گذاری در شرکت می‌سی‌سی‌پی (طرحی برای استعمار قلمرو فرانسه در لوئیزیانا) کرد. سهام شرکت ابتدا افزایش یافت و سپس در سال ۱۷۲۰ سقوط کرد و وی اموال بانک را با خود برد و از فرانسه فرار کرد و در پی آت پاریسی‌های ثروتمند تمایلی به سرمایه‌گذاری بیشتر یا اعتماد به ارز دیگری به جز طلا نداشتند.
در سال ۱۷۱۹، فرانسه، در اتحاد با بریتانیا و جمهوری هلند، علیه اسپانیا اعلام جنگ کرد. اسپانیا هم در خشکی و هم در دریا شکست خورد و به سرعت به دنبال صلح بود. معاهده‌ای بین دو کشور فرانسه و اسپانیا در ۲۷ مارس ۱۷۲۱ امضا شد. دو دولت پیشنهاد کردند که با ازدواج لوئی با ماریانا ویکتوریای اسپانیایی، دختر هفت ساله فیلیپ پنجم اسپانیا که خود نوه لوئی چهاردهم بود خانواده‌های سلطنتی خود را متحد کنند. قرارداد ازدواج در ۲۵ نوامبر امضا شد و عروس آینده به فرانسه آمد و در لوور اقامت گزید. با این حال، نایب السلطنه تصمیم گرفت که او خیلی جوان است و به زودی بچه‌دار نمی‌شود و او را به اسپانیا فرستادند. در طول بقیه دوره نایب السلطنه، فرانسه در صلح بود و در سال ۱۷۲۰، سلطنت سکوت رسمی در مورد درگیری‌های مذهبی را صادر کرد. مونتسکیو و ولتر اولین آثار خود را منتشر کردند و عصر روشنگری در فرانسه بی سر و صدا آغاز شد.

## دولت دوک بوربون (۱۷۲۳–۱۷۲۶)

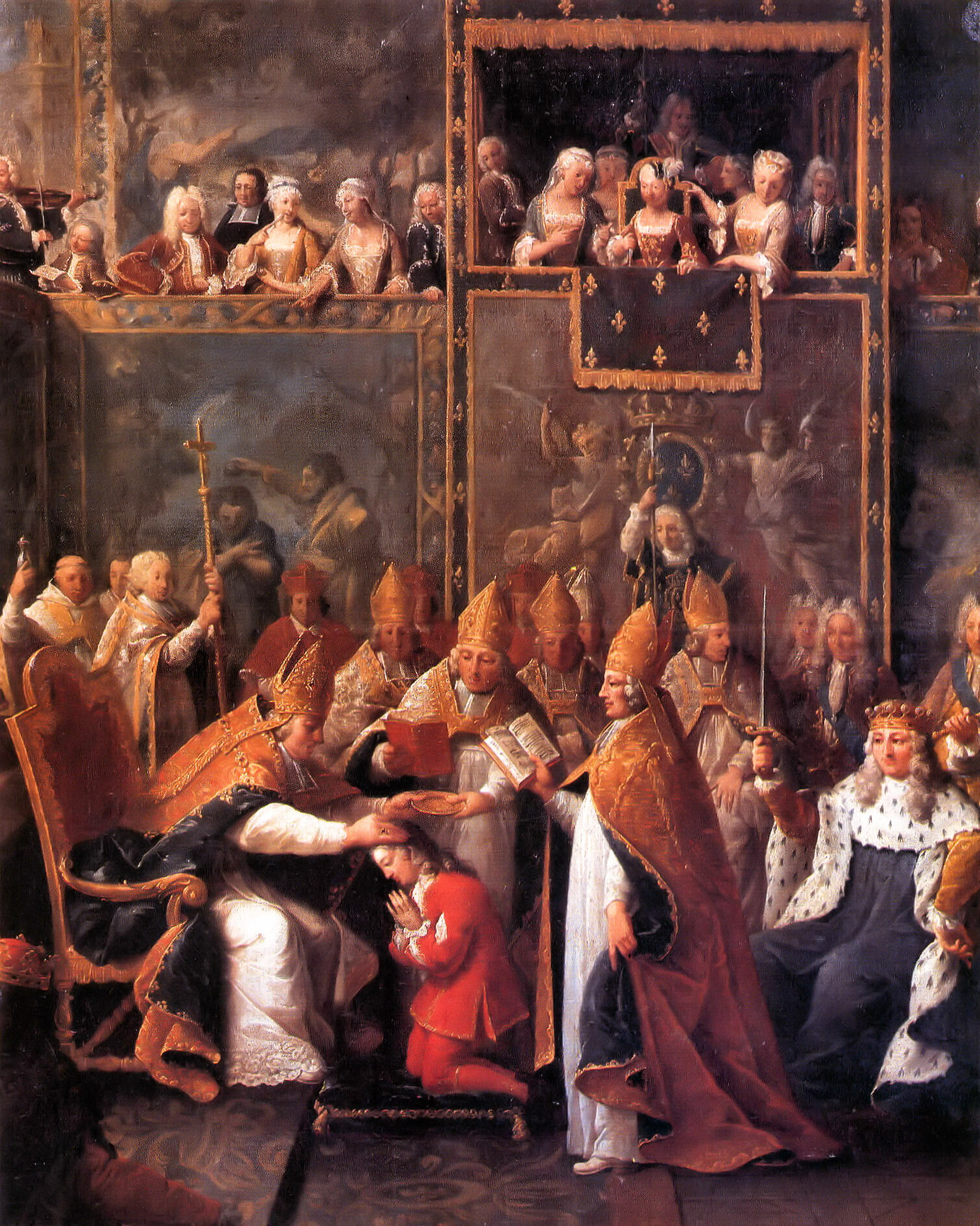
تاجگذاری لوئی پانزدهم در کلیسای جامع رنس(۱۷۲۲)

در ۱۵ ژوئن ۱۷۲۲، زمانی که لوئی به سیزدهمین سالگرد تولد خود نزدیک می‌شد، پاریس را ترک کرد و به ورسای بازگشت، جایی که خاطرات خوشی از دوران کودکی خود داشت، اما جایی که از دسترس افکار عمومی دور بود. در ۲۵ اکتبر، لوئی در کلیسای جامع رنس به عنوان پادشاه تاجگذاری کرد.در ۱۵ فوریه ۱۷۲۳، بلوغ پادشاه توسط پارلمان پاریس اعلام شد و رسماً به نیابت سلطنت پایان داد. در آغاز سلطنت لوئی، دوک اورلئان به مدیریت دولت ادامه داد و در اوت ۱۷۲۳ عنوان نخست‌وزیری را به خود اختصاص داد، اما هنگام ملاقات با معشوقه خود، به دور از دربار و مراقبت‌های پزشکی، در دسامبر همان سال درگذشت. لوئی پانزدهم به دنبال توصیهٔ آموزگار خود فلوری، پسرعموی خود لوئی هنری، دوک بوربون را به جای دوک فقید اورلئان به عنوان نخست‌وزیر منصوب کرد.

### ازدواج و فرزندان

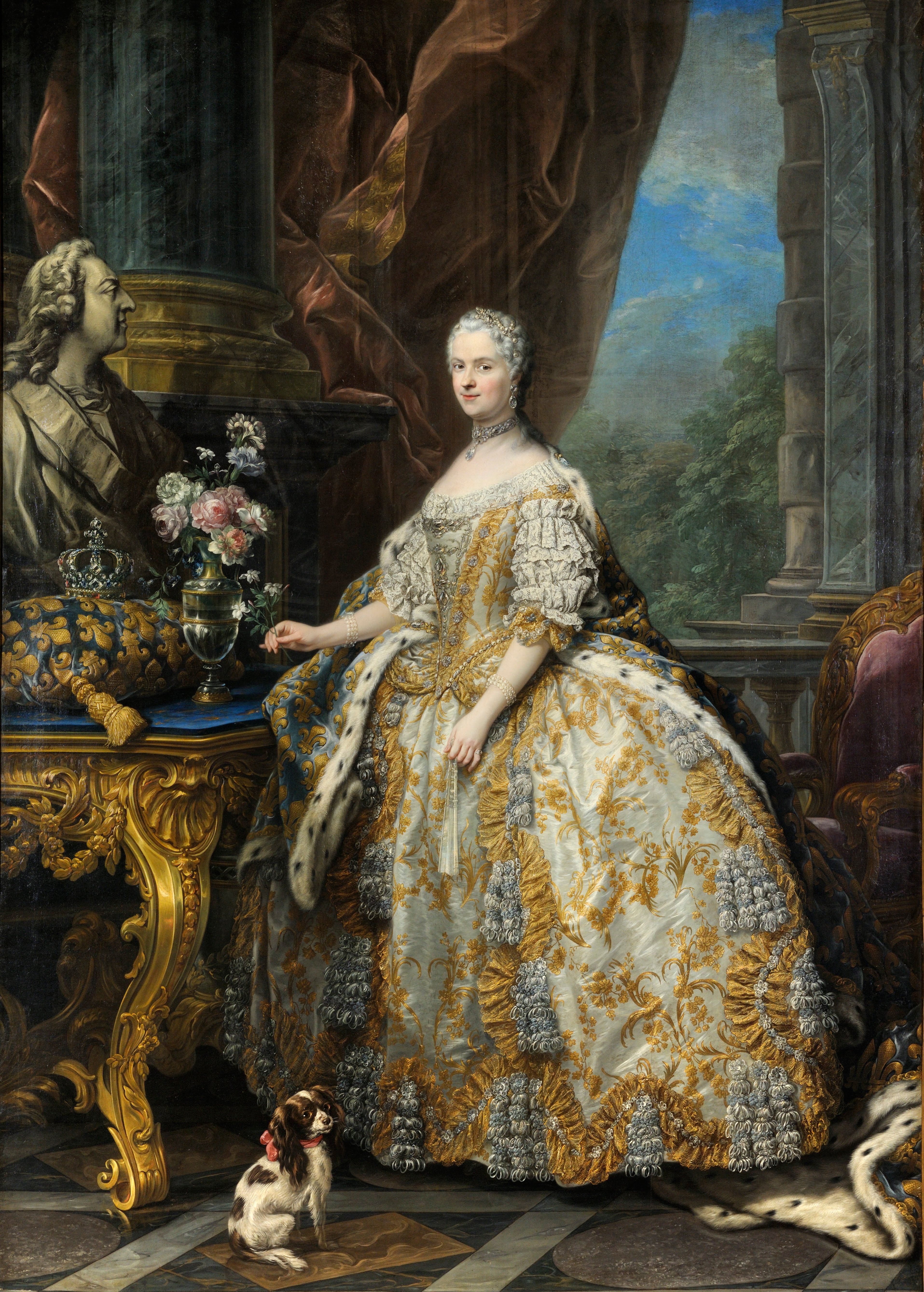
ملکه ماری، اثر کارل ون لو (۱۷۴۷)

یکی از اولین اولویت‌های دوک بوربون، یافتن عروس برای پادشاه، تضمین تداوم سلطنت و به ویژه جلوگیری از جانشینی تاج و تخت توسط خاندان اورلئان بود.
فهرستی از ۹۹ شاهزاده‌خانم تهیه شد که از جمله آنها می‌توان به شاهزاده آنه بریتانیای کبیر، باربارای پرتغال، شارلوت آمالی دانمارک، الیزابت ترز اهل لورن، انریشتا داست و خواهران خود دوک هنریت لوئیز دوبوربون و الیزابت الکساندرین دوبوربون بود.
اما در نهایت یک جوان ۲۱ ساله، به نام ماری لیزینسکی، دختر استانیسلاو لیزینسکی، پادشاه مخلوع لهستان انتخاب شد.
این ازدواج در سپتامبر ۱۷۲۵ برگزار شد، زمانی که پادشاه ۱۵ ساله و ماری ۲۲ ساله بود. گفته می‌شود که لوئی فوراً عاشق ماری شد.از سال ۱۷۲۷ تا ۱۷۳۷، ماری به لوئی پانزدهم ده فرزند داد: هشت دختر و دو پسر. از میان پسران، تنها پسر بزرگتر، دوفن لوئی (۱۷۲۹–۱۷۶۵)، از دوران کودکی جان سالم به در برد. در حالی که او برای پادشاهی زنده نماند، تولد او به عنوان وارث مورد انتظار با جشن و سرور در تمام حوزه‌های جامعه فرانسه مورد استقبال قرار گرفت. (دوفن لوئی در سال ۱۷۴۷ با ماریا ژوزفینای ساکسونی ازدواج کرد که سه پادشاه بعدی فرانسه را به دنیا آورد: لوئی شانزدهم، لوئی هجدهم و شارل دهم). دومین پسر لوئی پانزدهم، دوک آنژو، در سال ۱۷۳۰ به دنیا آمد و در سال ۱۷۳۳ درگذشت. از بین دختران، تنها دو دختر بزرگتر، که دوقلوهای برادر بودند، در ورسای بزرگ شدند. بقیه فرستاده شدند تا در صومعه فونتورو بزرگ شوند.
ماری ملکه‌ای باتقوا و گوشه‌گیر بود که بیشتر اوقات خود را در انزوا با درباریان خود می‌گذراند. او نوازنده بود، زیاد مطالعه می‌کرد و بازی‌های اجتماعی انجام می‌داد.
تنش بین دوک بوربون و کاردینال دو فلوری بر سر حکم پادشاه افزایش یافت. شخصیت سخت و سرد دوک برای پادشاه جوان جذابیتی نداشت، او به معلم قدیمی خود برای مشاوره در مورد نحوه اداره امور ایالتی مراجعه کرد. هنگامی که پادشاه اصرار داشت که فلوری باید در تمام جلسات بین خود و دوک بوربون شرکت کند، دوک خشمگین شد و شروع به تضعیف موقعیت فلوری در دربار کرد. هنگامی که پادشاه از دسیسه دوک آگاه شد، ناگهان او را برکنار کرد و فلوری را جایگزین او کرد.

## حکومت با کاردینال د فلوری (۱۷۲۶–۱۷۴۴)

### امور مالی و کنترل مخالفان

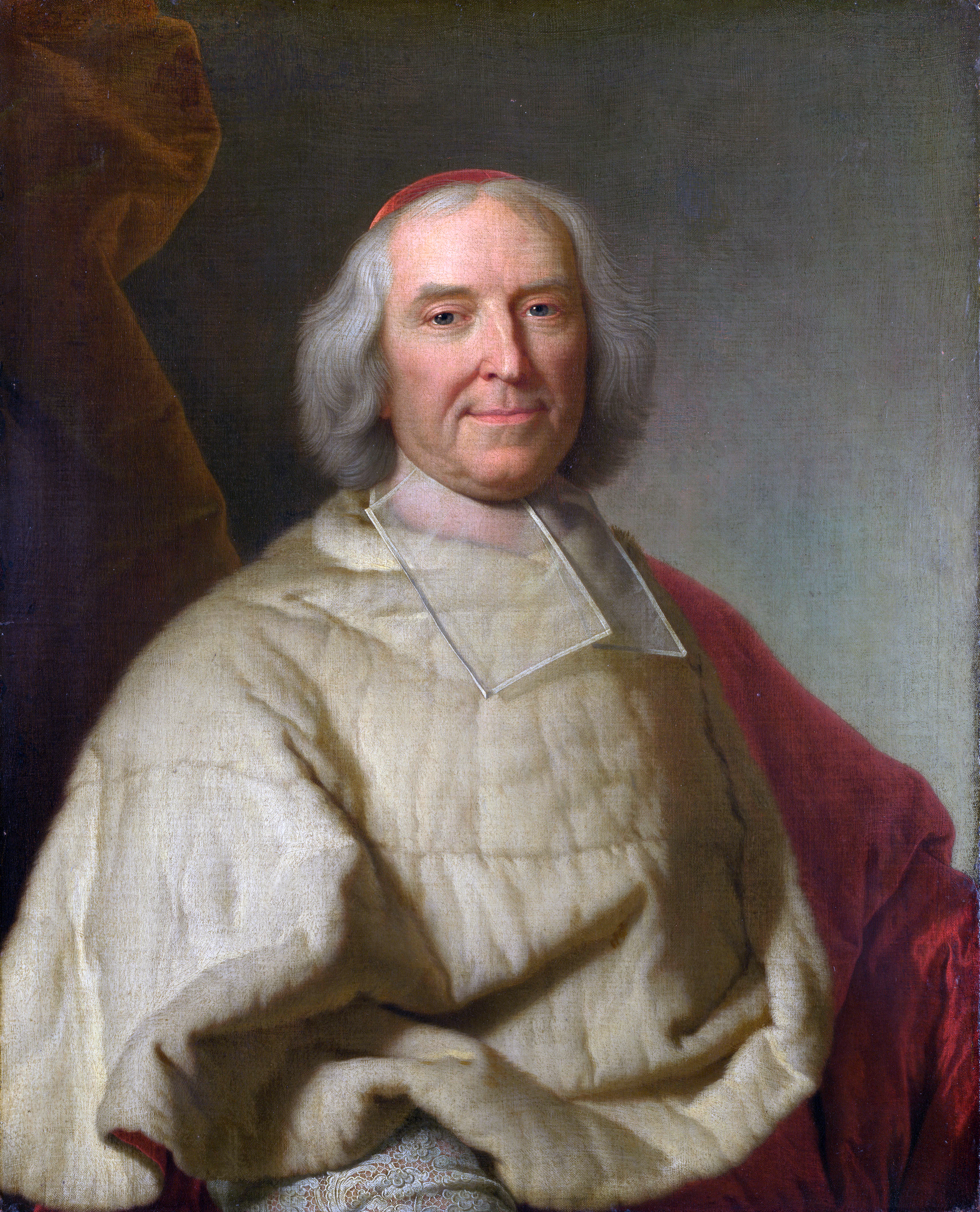
پرتره کاردینال د فلوری اثر هیاسینته ریگود

از سال ۱۷۲۶ تا زمان مرگش در سال ۱۷۴۳، فلوری عملاً با موافقت شاه بر فرانسه حکومت کرد. فلوری انتخاب‌هایی را که باید انجام شود را دیکته و به بلاتکلیفی پادشاه دامن می‌زد و تملق غرور او را می‌کرد. او پادشاه را از گفتگوی سیاسی با ملکه منع کرد. به منظور صرفه جویی در هزینه‌های دربار، او چهار دختر کوچک پادشاه را برای تحصیل در صومعه فونتورو فرستاد. در ظاهر، صلح آمیزترین و پررونق‌ترین دوره سلطنت لوئی پانزدهم بود، اما بر روی آتشفشان فزاینده‌ای از مخالفت‌ها، به ویژه از جانب اعضای نجیب‌زاده پارلمان، که امتیازات و قدرت خود را کاهش یافته می‌دیدند، ساخته شد. فلوری دکترین پاپ Unigenitus را بخشی از قوانین فرانسه قرار داد و هرگونه بحث و مناظره در پارلمان را ممنوع کرد که باعث افزایش مخالفت‌های خاموش شد. او همچنین اهمیت نیروی دریایی فرانسه را که در درگیری‌های آینده اشتباهی مهلک خواهد بود، کم‌اهمیت جلوه داد.
فلوری به پادشاه فضیلت یک دولت باثبات را نشان داد. او همان وزیر جنگ، بوین انگرویلیه، و کنترل‌کننده پول، فیلیبر اری را به مدت دوازده سال و وزیر امور خارجه خود، ژرمن لوئی شوولن را به مدت ده سال حفظ کرد. وزیر نیروی دریایی و خاندان پادشاه او، کونته دو مورپاس، در تمام مدت این سمت را بر عهده داشت. در مجموع او در طول نوزده سال فقط سیزده وزیر داشت، در حالی که پادشاه در سی و یک سال آخر عمرش، چهل و سه نفر را به کار گرفت.
مسئول کل امور مالی لوئی یعنی میشل روبرت لو پلتیه دز فورت (۱۷۲۶–۱۷۳۰)، پول فرانسه را تثبیت کرد، اگرچه او به دلیل ثروتمند شدن خود در سال ۱۷۳۰ اخراج شد. جانشین او، فیلیبر اری به‌طور قابل توجهی ارزش پول فرانسه را کاهش داد. بدهی ناشی از جنگ جانشینی اسپانیا، و سیستم مالیاتی را ساده‌تر و عادلانه‌تر می‌کرد، اگرچه او همچنان باید به «دیکسیم» نامحبوب یا مالیات یک دهم درآمد هر شهروند وابسته بود. آوری در دو سال آخر دولت فلوری موفق شد بودجه سلطنتی را متعادل کند، موفقیتی که دیگر در بقیه دوران سلطنت تکرار نشد.
دولت فلوری تجارت را هم در داخل فرانسه و هم با سایر نقاط جهان گسترش داد. حمل‌ونقل و کشتیرانی با تکمیل کانال سنت کوئنتین (که رودخانه‌های اوآز و سم را به هم پیوند می‌دهد) در سال ۱۷۳۸ بهبود یافت، که بعداً به رودخانه اسخلده و کشورهای سفلی گسترش یافت و ساخت سیستماتیک شبکه راه‌های ملی. در اواسط قرن هجدهم، فرانسه دارای مدرن‌ترین و گسترده‌ترین شبکه جاده‌ای در جهان بود. شورای بازرگانی تجارت را تحریک کرد و تجارت دریایی خارجی فرانسه از ۸۰ به ۳۰۸ میلیون «لیور» بین سال‌های ۱۷۱۶ و ۱۷۴۸ افزایش یافت.
دولت به سیاست سرکوب مذهبی خود که یانسن‌گراها و به اصطلاح «گالیکان‌ها» را در مجلس اشراف هدف قرار می‌داد، ادامه داد. پس از اخراج ۱۳۹ نفر از اعضای پارلمان‌های استانی به دلیل مخالفت با دولت رسمی و دکترین پاپی «یونیگنیتوس»، پارلمان پاریس مجبور به ثبت فرمان پاپی «یونیگنیتوس» شد و از رسیدگی به پرونده‌های مذهبی در آینده منع شد.

### روابط خارجی - اتحادهای جدید. جنگ جانشینی لهستان

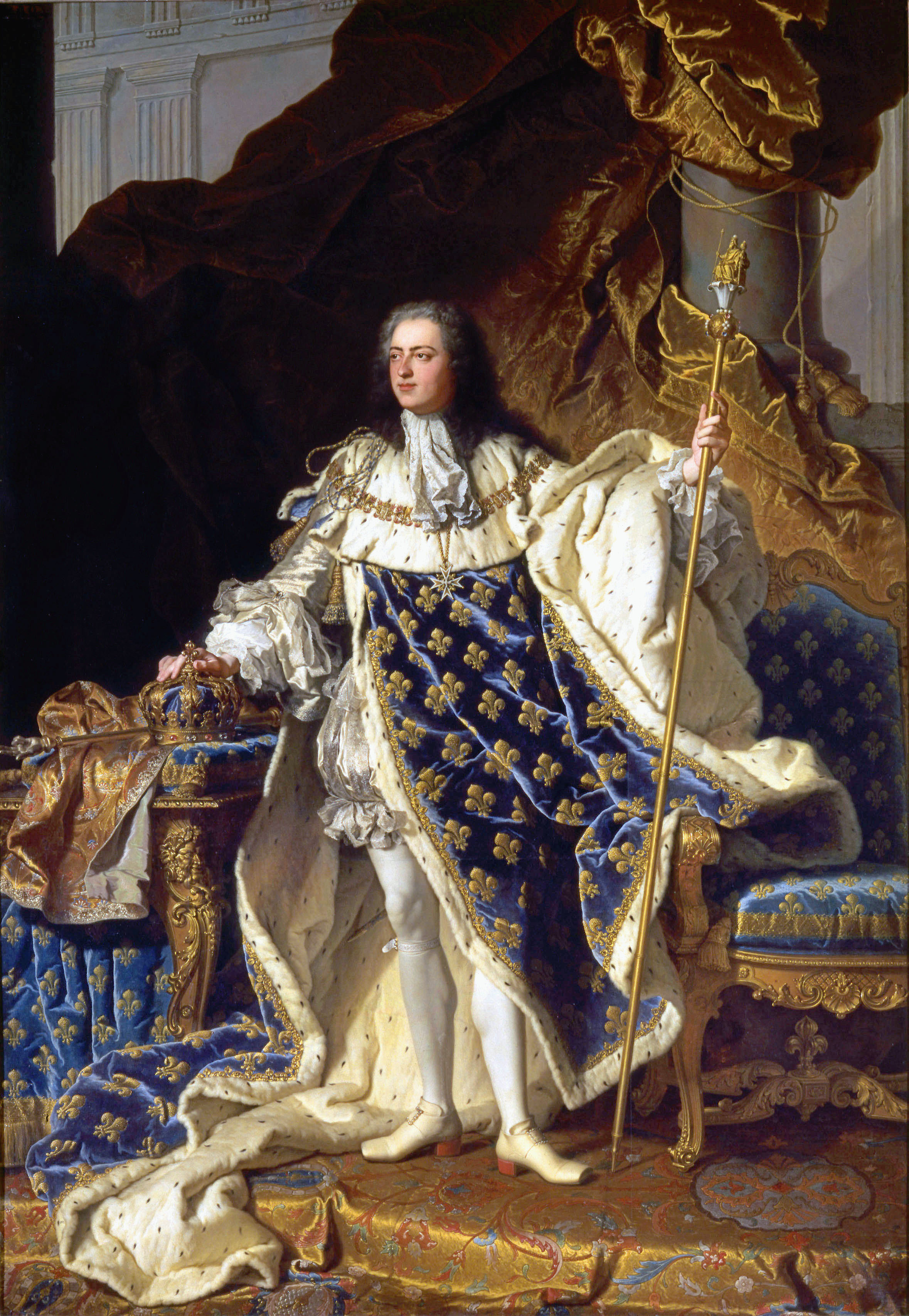
لوئی پانزدهم در لباس تاجگذاری (۱۷۳۰)

فلوری و وزیر خارجه‌اش ژرمن لوئی شوولن در سال‌های اول حکومتش، علی‌رغم رقابت استعماری‌شان در آمریکای شمالی و هند غربی تلاش کردند تا با حفظ اتحاد فرانسه با بریتانیای کبیر، صلح را حفظ کنند. آنها همچنین اتحاد با اسپانیا را که از خشم پادشاه اسپانیا به دلیل امتناع لوئی از ازدواج با «اینفانتا» اسپانیایی متزلزل شده بود، بازسازی کردند. تولد وارث مرد پادشاه در سال ۱۷۲۹ خطرات بحران جانشینی در فرانسه را از بین برد. با این حال، قدرت‌های جدیدی در صحنه اروپا ظهور می‌کردند، به ویژه روسیه تحت رهبری پتر کبیر و جانشین او، کاترین، پروس و امپراتوری مقدس روم تحت رهبری کارل ششم امپراتوری پراکنده اما چشمگیر را تا صربستان در جنوب شرقی اروپا با سرزمین‌هایی که از امپراتوری عثمانی گرفته شده بود، تشکیل می‌دادند و با ازدواج، هلند کاتولیک (از جمله بلژیک)، میلان و پادشاهی ناپل را به دست آورد.
ائتلاف جدیدی علیه فرانسه در اروپای شرقی تشکیل شد که با یک معاهده دفاعی امضا شده در ۶ اوت ۱۷۲۶ بین پروس، روسیه و اتریش تصویب شد. در سال ۱۷۳۲ ائتلاف بر سر جانشینی تاج و تخت لهستان با فرانسه درگیر شد. پادشاه لهستان و انتخابگر ساکسونی، آگوست دوم، در حال مرگ بود و وارث رسمی او استانیسلاو لیزینسکی، پدر ملکه فرانسه بود. در همان سال روسیه، پروس و اتریش قراردادی محرمانه برای کنار گذاشتن استانیسلاو از تاج و تخت امضا کردند و نامزد دیگری به نام آگوست سوم، پسر پادشاه متوفی لهستان را معرفی کردند. مرگ آگوست در ۱ فوریه ۱۷۳۳، با دو وارث و مدعی تاج و تخت، جرقه آغاز جنگ جانشینی لهستان شد. استانیسلاو به ورشو سفر کرد و در ۱۲ سپتامبر تاجگذاری کرد. کاترین ملکه روسیه، بلافاصله هنگ‌های خود را به لهستان رساند تا از نامزد خود حمایت کند. استانیسلاو مجبور شد به بندر مستحکم دانتسیش فرار کند، در حالی که در ۵ اکتبر، آگوست سوم در ورشو تاجگذاری کرد.

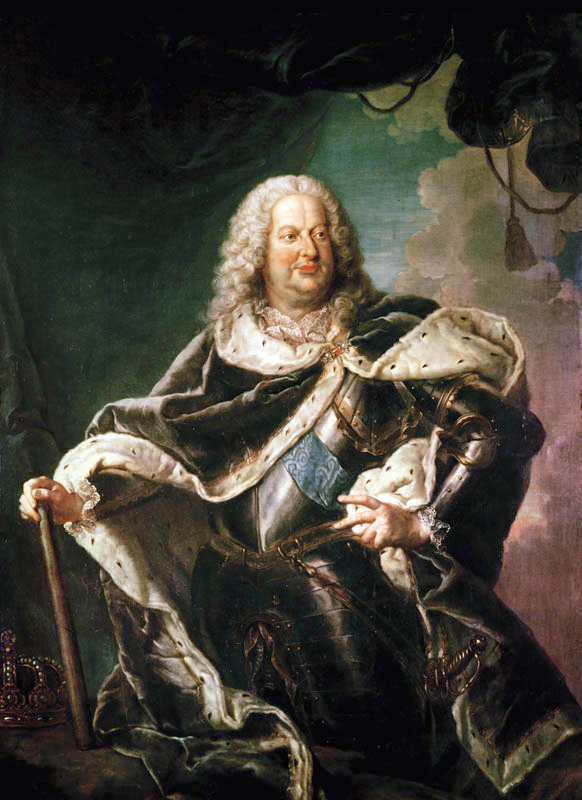
استانیسلاو لیزینسکی، پدر همسر لوئی پانزدهم و مدت کوتاهی پادشاه لهستان

کاردینال فلوری با کمپین دیپلماسی به دقت سازماندهی شده پاسخ داد. او ابتدا از بریتانیا و هلند اطمینان حاصل کرد که آنها در جنگ دخالت نخواهند کرد، در حالی که با اسپانیا و پادشاه ساردنی در ازای قطعات پادشاهی هابسبورگ متحد شد. در ۱۰ اکتبر ۱۷۳۳، لوئی رسماً علیه اتریش اعلام جنگ کرد. یک ارتش فرانسوی دوک‌نشین لورن و سپس آلزاس را اشغال کرد، در حالی که ارتش دیگری از آلپ گذشت و میلان را در ۳ نوامبر تصرف کرد و آن را به پادشاه ساردنی سپرد. فلوری در اقدامات خود برای بازگرداندن تاج و تخت لهستان به استانیسلاو که توسط نیروی دریایی و ارتش روسیه در دانتسیش محاصره شده بود، کمتر پرانرژی بود. به جای فرستادن بیشترین بخش ناوگان فرانسوی از ایستگاه کپنهاگ به دانتسیش، به آن دستور داد که به برست بازگردد و تنها یک اسکادران کوچک با دو هزار سرباز فرستاد که پس از یک اقدام شدید توسط روس‌ها غرق شد. در ۳ ژوئیه استانیسلاو مجبور شد دوباره با لباس مبدل به پروس فرار کند و در آنجا مهمان فریدریش ویلهلم یکم، پادشاه پروس در قلعه کونیگسبرگ شد.
برای پایان دادن به جنگ، فلوری و کارل ششم بر سر راه حل دیپلماتیک مبتکرانه‌ای مذاکره کردند. فرانسیس سوم، دوک لورن، لورن را به مقصد وین ترک کرد و در آنجا با ماریا ترزا، وارث احتمالی تاج و تخت هابسبورگ ازدواج کرد. تاج و تخت خالی لورن باید توسط استانیسلاو اشغال می‌شد که از ادعای خود بر تاج و تخت لهستان صرف نظر کرد. پس از مرگ استانیسلاو، دوک‌نشین لورن و بار بخشی از فرانسه شدند. فرانسیس، به عنوان امپراتور آینده، با اعطای دوک‌نشین توسکانی، غرامت از دست دادن لورن را دریافت خواهد کرد. پادشاه ساردینیا با قلمروهای خاصی در لمباردی غرامت خواهد گرفت. در حالی که ساردینی‌ها در ازای پارما و پلیزانس، ناپل را برمی‌گردانند. ازدواج فرانسیس لورن و ماریا ترزا در سال ۱۷۳۶ و سایر مبادلات به نوبه خود انجام شد. با مرگ استانیسلاو در سال ۱۷۶۶، لورن و دوک‌نشین بار بخشی از فرانسه شدند.
در سپتامبر ۱۷۳۹، فلوری موفقیت دیپلماتیک دیگری به دست آورد. وساطت فرانسه در جنگ بین امپراتوری مقدس روم و امپراتوری عثمانی به پیمان بلگراد (سپتامبر ۱۷۳۹) منجر شد که به نفع امپراتوری عثمانی بود که از اوایل قرن ۱۶ از ائتلاف فرانسه و عثمانی علیه هابسبورگ‌ها سود می‌برد. در نتیجه، امپراتوری عثمانی در سال ۱۷۴۰ برای فرانسه کاپیتولاسیون را تجدید کرد، که نشانگر برتری تجارت فرانسه در خاورمیانه بود. با این موفقیت‌ها، اعتبار لوئی پانزدهم به بالاترین حد خود رسید. در سال ۱۷۴۰ فریدریش ویلهلم یکم، پادشاه پروس اعلام کرد «از زمان پیمان وین (۱۷۳۸)، فرانسه داور اروپاست.»

### جنگ جانشینی اتریش
در ۲۹ اکتبر ۱۷۴۰، یک پیک این خبر را به پادشاه که در فونتن‌بلو در حال شکار بود، رساند که امپراتور کارل ششم مرده است و قرار است دخترش ماریا ترزا جانشین او شود. پس از دو روز تأمل، لوئی اعلام کرد: «در این شرایط من اصلاً نمی‌خواهم درگیر شوم. دست در جیب خواهم ماند، مگر اینکه آنها بخواهند امپراتور پروتستان انتخاب کنند.» این نگرش، برای متحدان فرانسه که این موقعیت را فرصتی برای تصاحب بخش‌هایی از امپراتوری هابسبورگ می‌دیدند یا ژنرال‌های لوئی که برای یک قرن در جنگ با اتریش افتخار کسب کرده بودند، خوشایند نبود. در همین حین، فریدریش ویلهلم، پادشاه پروس در ۳۱ می درگذشت و پسرش فریدریش دوم ملقب به کبیر که یک نابغه نظامی با جاه‌طلبی برای گسترش مرزهای پروس بود، جانشین او شد. کارل آلبرت، انتخابگر بایرن، با حمایت فریدریش، جانشینی ماریا ترزا را به چالش کشید و در ۱۷ دسامبر ۱۷۴۰، فریدریش به استان سیلزی اتریش حمله کردند.
فلوری عالی‌ترین ژنرال خود، مارشال شارل آگوست فوکه، دوک بیله-ایسله، نوه نیکولاس فوکه، کنترل‌کننده بدنام مالی معروف لوئی چهاردهم را فرستاد. سفیر او در رژیم فرانکفورت، با دستوراتی مبنی بر اجتناب از جنگ با حمایت از نامزدی انتخابگر بایرن برای تاج و تخت اتریش. در عوض، مارشال، که از اتریشی‌ها متنفر بود، توافق کردند که به پروسی‌ها علیه اتریش بپیوندند و جنگ آغاز شد. ارتش فرانسه و بایرن به سرعت لینتس را تصرف و پراگ را محاصره کردند. در ۱۰ آوریل ۱۷۴۱ فریدریش در نبرد مولویتس بر اتریشی‌ها پیروز شد. در ۱۸ مه، فلوری اتحاد جدیدی را تشکیل داد که فرانسه، پروس، اسپانیا و بایرن را ترکیب می‌کرد و بعداً لهستان و ساردینیا به آن ملحق شدند. با این حال، در سال ۱۷۴۲، موازنه جنگ علیه فرانسه تغییر کرد. پادشاه آلمانی الاصل بریتانیا، جرج دوم، که انتخابگر هانوفر نیز بود، در کنار اتریش به جنگ پیوست و شخصاً مسئولیت سربازان خود را که در آلمان با فرانسوی‌ها می‌جنگیدند، بر عهده گرفت. ارتش مجارستان ماریا ترزا، لینتس را بازپس گرفت و تا مونیخ پایتخت انتخابگرنشین بایرن رفت. در ژوئن، فریدریش پادشاه پروس پس از به دست آوردن تاج سیلزی از اتریشی‌ها، از اتحاد با فرانسه خارج شد. بل ویل مجبور شد پراگ را با از دست دادن هشت هزار نفر رها کند. به مدت هفت سال، فرانسه درگیر یک جنگ پرهزینه با اتحادهای دائمی در حال تغییر بود. آوری، سرپرست امور مالی فرانسه، مجبور شد برای تأمین مالی جنگ، مالیات «دیکسیم» بسیار نامحبوب را بازگرداند. کاردینال دو فلوری تا پایان جنگ‌ها زنده نماند. او در ۲۹ ژانویه ۱۷۴۳ درگذشت و پس از آن لوئی به تنهایی حکومت کرد.

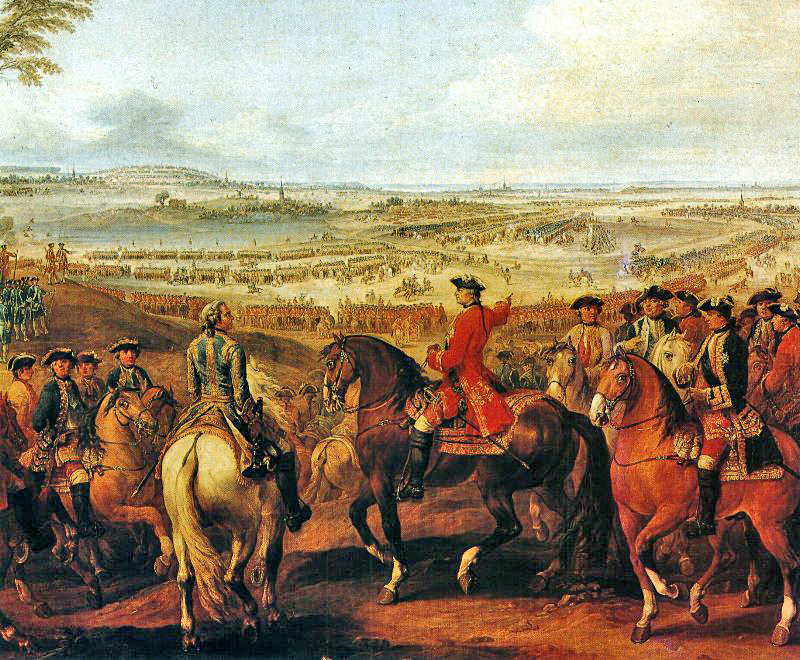
لوئی پانزدهم و موریس دو ساکس در نبرد لاوفلد (۲ ژوئیه ۱۷۴۷)

جنگ در آلمان خوب پیش نمی‌رفت. نیروهای فرانسوی و بایرنی با ارتش‌های متحد اتریش، زاکسن، هلند، ساردینی و هانوفر روبرو شدند. ارتش دوک نوآیل توسط نیرویی متشکل از سربازان بریتانیایی، هسی و هانوفر به رهبری جورج دوم در نبرد دتینگن شکست خورد و در سپتامبر نیروهای فرانسوی مجبور به ترک آلمان شدند.
در سال ۱۷۴۴، هلند به میدان اصلی جنگ تبدیل شد و موقعیت فرانسه شروع به بهبود کرد. فریدریش کبیر تصمیم گرفت دوباره به جنگ در جناح فرانسه بپیوندد. لوئی پانزدهم ورسای را ترک کرد تا شخصاً ارتش خود را در هلند رهبری کند و فرماندهی میدانی فرانسوی‌ها به مارشال موریس دو ساکس آلمانی الاصل، یک ژنرال بسیار شایسته، داده شد. در نبرد فونتنوی در ۱۱ مه ۱۷۴۵، لوئی، همراه با پسر جوانش دوفن، برای اولین بار مورد حمله قرار گرفت و شاهد پیروزی فرانسه بر نیروهای ترکیبی بریتانیا، هلند و اتریش بود. وقتی دوفن از دیدن تعداد زیادی سرباز دشمن هیجان زده شد، پادشاه به او گفت: می‌بینی که یک پیروزی چه قیمتی دارد. خون دشمنان ما هنوز خون مردان است.ساکس در روکو (۱۷۴۶) و لافلد (۱۷۴۷) پیروزی‌های بیشتری کسب کرد. در سال ۱۷۴۶ نیروهای فرانسوی بروکسل را محاصره و اشغال کردند که لوئی با پیروزی وارد آن شد. پادشاه شاتو دو شامبور را در دره لوآر به دو ساکس به عنوان پاداشی برای پیروزی‌هایش داد.

## دولترنه دو مپئومعروف به (Triumvirate) (۱۷۷۰–۱۷۷۴)

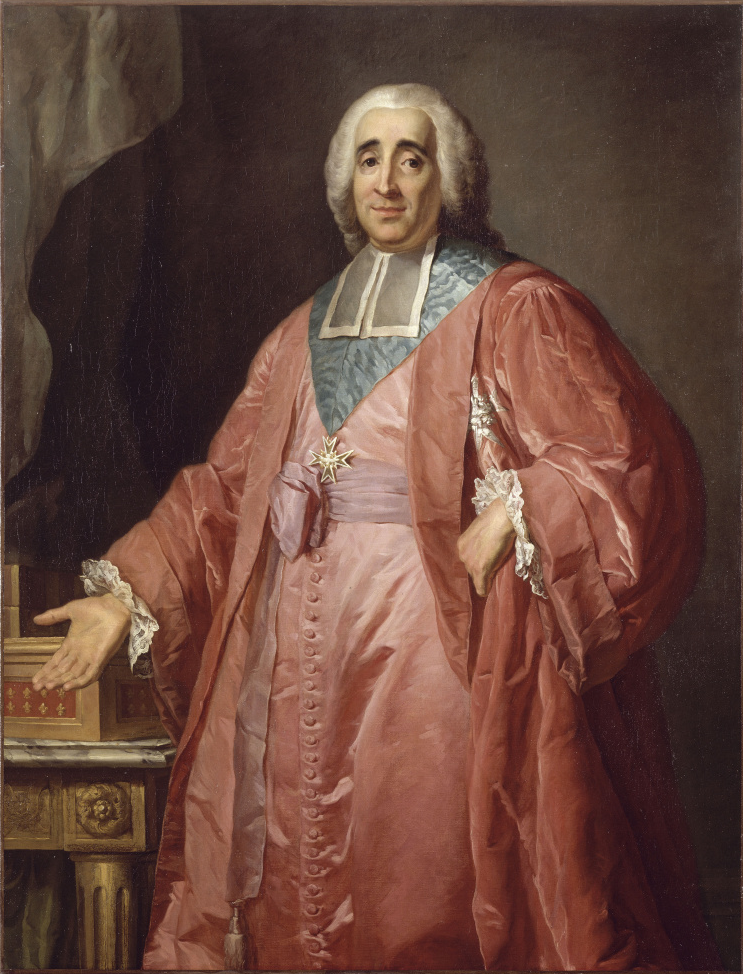
رنه د موپئو، صدراعظم و آخرین رئیس دولت در زمان لویی پانزدهم

شاه رهبری دولت را به سه وزیر محافظه کار، به رهبری صدراعظم خود، رنه دو مپئو، که از سال ۱۷۶۳ تا ۱۷۶۸ رئیس پارلمان بود، سپرد. برای امور مالی و Duc d'Aiguillon برای امور خارجه و جنگ، مسئولیت دولت را به عهده گرفت. آنها به "Triumvirate" معروف شدند.

### مهار پارلمان‌ها
اولویت اول مون پوئه این بود که پارلمان‌های بی‌قاعده را تحت کنترل درآورد و برنامه خود را برای مدرن سازی دولت ادامه داد. اکثر اعضای پارلمان پاریس دست به اعتصاب مجازی زدند و از اجرای عدالت یا تصویب احکام پادشاه خودداری کردند. در ۲۱ ژانویه ۱۷۷۱، مأموران سلطنتی و تفنگداران به خانه‌های هر یک از اعضای پارلمان رسیدند و به آنها اطلاع دادند که موقعیت‌های آنها مصادره شده است و به آنها دستور داد پاریس را ترک کنند و به استان‌های خود بازگردند و آنجا را ترک نکنند. این در ماه فوریه با اقدامی حتی رادیکالتر دنبال شد: پارلمان‌های منطقه‌ای به عنوان دادگاه‌های عالی دادگستری مدنی توسط شش شورای عالی منطقه‌ای جدید جایگزین شدند تا پرونده‌های جدی کیفری و مدنی را قضاوت کنند. در فرمان دیگری لغو هزینه‌های بالای طلب شده توسط پارلمان برای حل و فصل پرونده‌های مدنی، که منبع درآمد اعضای آنها بود، اعلام شد. قرار بود عدالت مدنی بدون اتهام اجرا شود. اختیارات پارلمان پاریس به تنهایی تا حد زیادی تغییر نکرد. بدون پارلمان‌های استانی، دولت قادر به وضع قوانین و مالیات‌های جدید بدون مخالفت بود. با این حال، پس از مرگ پادشاه، اشراف خواستار احیای پارلمان‌های منطقه شدند.

### امور مالی
اباوت ترای کشیش بود، اگرچه کار دولت او کاملاً سکولار بود و زندگی شخصی وی رسوایی تلقی می‌شد. او یک جمع‌کننده مالیات کارآمد و بی‌امان بود. او مدرسه‌ای برای آموزش بازرسان مالیاتی افتتاح کرد و تلاش کرد تا مالیات‌ها را با همان دقت و قدرت یکسان و بدون دخالت اشراف محلی تحمیل و جمع‌آوری کند. هنگامی که وی برای اولین بار سمت خود را به دست گرفت، دولت ۶۰ میلیون پوند کسری بودجه و ۱۰۰ میلیون پوند بدهی بلند مدت داشت. تا سال ۱۷۷۴، درآمد ۶۰ میلیون پوندی افزایش یافته و بدهی به ۲۰ میلیون پوند کاهش یافته بود. وی همچنین تنظیم قیمت دانه را که در سالهای ۱۷۶۳ و ۱۷۶۴ آزاد شده بود، مجدداً اعمال کرد. این کنترل‌ها موضوعی بود که باعث آشفتگی دولت و تحریک آن تا انقلاب فرانسه می‌شد.

### امور خارجه
پست امور خارجه توسط چوئیزول، که به عنوان وزیر خارجه خودش عمل می‌کرد، خالی مانده بود. پس از برکناری چوئیزول، پادشاه عموزاده و متحد خود کارلوس سوم پادشاه اسپانیا را تشویق کرد تا بحران جزایر فالکلند را با هدف جلوگیری از جنگ حل و فصل کند. به دلیل تمرکز چوئیزول در جنگ با انگلیس، او بقیه اروپا را کاملاً نادیده گرفته بود. فرانسه حتی در وین سفیر نداشت و روسیه و پروس بدون اعتراض فرانسه، یک متحد قدیمی فرانسه، لهستان را تقسیم کردند. متحد دیگر فرانسه، سوئد، نیز با مرگ پادشاه خود در سال ۱۷۷۱ خطر تقسیم بین روسیه و پروس را داشت. شاهزاده سلطنتی، گوستاو سوم سوئد، در آن زمان در پاریس اقامت داشت. وی جلسه طولانی‌ای با لوئی پانزدهم داشت که قول حمایت از وی را داد. گوستاو سوم با بودجه فرانسه و کمک سرویس اطلاعات مخفی شخصی لوئی، "Secret de Roi"، به استکهلم بازگشت. در ۱۹ اوت ۱۷۷۲، به دستور وی، نگهبان سلطنتی سنا سوئد را زندانی کرد و دو روز بعد توسط رژیم به عنوان پادشاه اعلام شد. روسیه و پروس که تحت تقسیم لهستان بودند، اعتراض کردند اما مداخله نکردند.

### سالهای آخر در ورسای

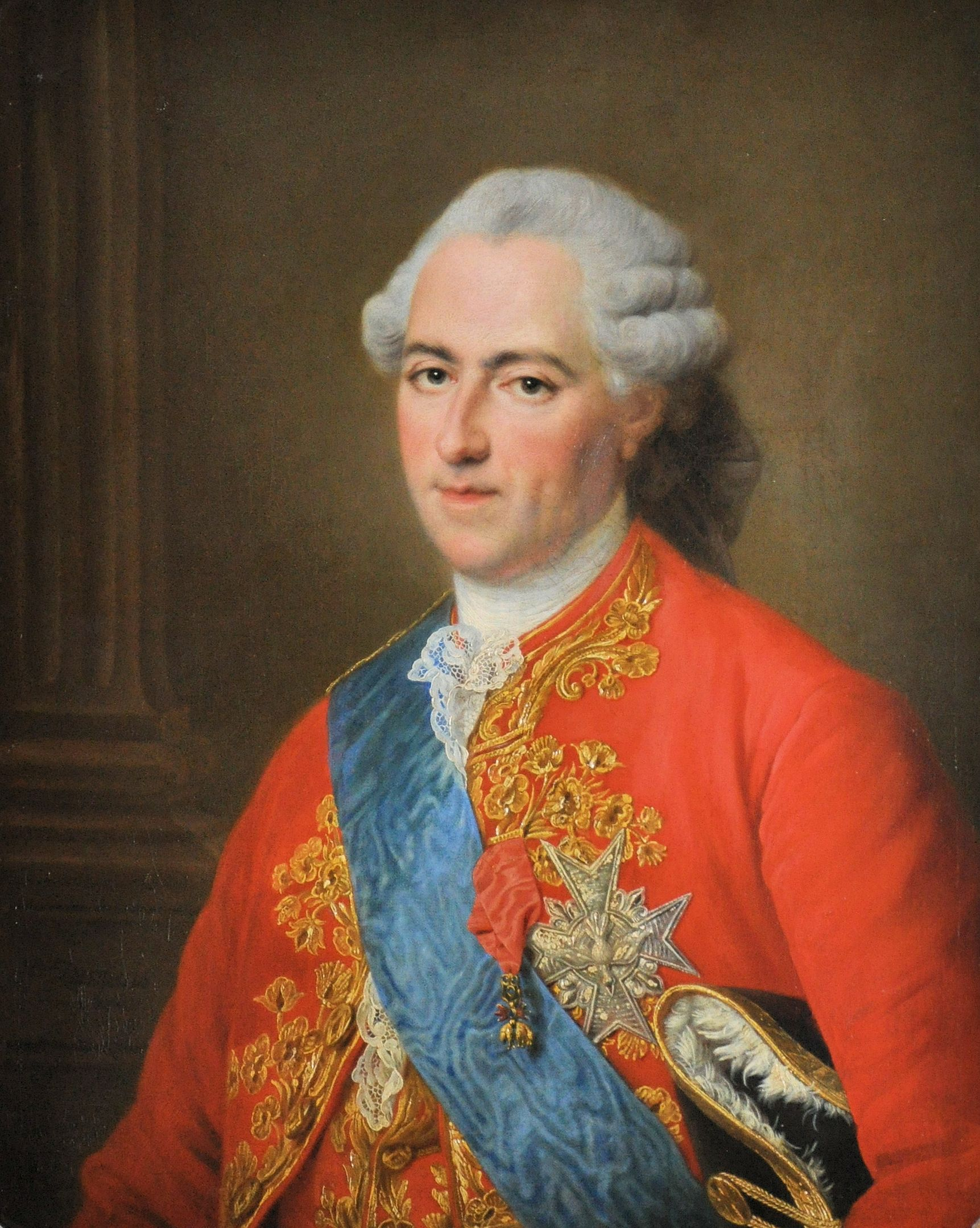
لوئی پانزدهم یک سال قبل از مرگش (۱۷۷۳) توسط فرانسوا-هوبر دروآیس

در آخرین سال‌های سلطنت او، دربار ورسای، تئاتر آداب بود. ماری آنتوانت که از زمان ازدواجش در آنجا ساکن بود، در پنهان کردن تنفر خود از معشوقه پادشاه، مادام دو باری، مشکل داشت. پادشاه مجموعه‌ای از اتاق‌های مجلل را برای مادام دو باری در طبقه بالای دفترش ساخت. مادام دو باری همچنین در پتی تریانو که پادشاه برای مادام دو پمپادور ساخته بود، و در Pavillon de Louveciennes که همچنین برای مادام دو پمپادور ساخته شده بود، سلطنت کرد. دربار بین کسانی که از مادام دو باری استقبال می‌کردند و آنهایی که از اشراف قدیمی‌تر بودند، مانند دوک دوچول و ماری آنتوانت که او را تحقیر می‌کردند، تقسیم شد. پادشاه پروژه‌های ساخت و ساز بزرگ خود را ادامه داد، از جمله تئاتر اپرای کاخ ورسای که برای جشن عروسی دوفن و ماری آنتوانت تکمیل شد، و میدانی جدید به نام لوئی پانزدهم (اکنون میدان کنکورد) در پاریس، که در مرکز آن مجسمه سوارکاری پادشاه قرار داشت که بر اساس مجسمه لوئی چهاردهم در میدان واندوم ساخته شده بود.

### مرگ
در ۲۶ آوریل ۱۷۷۴، پادشاه به همراه مادام دو باری و چند تن از اشراف از اطرافیانش به پتی تریانو رفت و گزارش داد که احساس بیماری می‌کند. او روز بعد در شکار شرکت کرد، اما به جای اسب‌سواری، در کالسکه خود سوار شد. آن شب او هنوز احساس بیماری می‌کرد و به دنبال پزشک دربار، لو مارینیر، فرستاد. با اصرار جراح، پادشاه به همراه مادام دو باری و دیگران برای معالجه به کاخ ورسای بازگردانده شد. شش پزشک، شش جراح، هر کدام نبض او را گرفتند و تشخیص دادند. او سه بار توسط جراحان فصد شد، اما بدون تأثیر بود. هنگامی که برخی از علامت‌های قرمز روی پوست او ظاهر شد، پزشکان ابتدا «واریول کوچک» یا آبله را تشخیص دادند که باعث خوش‌بینی شد، زیرا بیمار و پزشکان هر دو معتقد بودند که او قبلاً به این بیماری مبتلا بوده است. از اعضای خانواده، به ویژه دوفن و ماری آنتوانت، خواسته شد تا آنجا را ترک کنند، زیرا آنها قبلاً به این بیماری مبتلا نشده بودند و هیچ مصونیتی نداشتند. اما مادام دو باری با او ماند. با گذشت ساعت‌ها، علائم قرمز بیماری بدتر شد و پزشکان شروع به ترس از جان او کردند. صبح روز اول ماه مه، اسقف اعظم پاریس وارد شد، اما او را از اتاق پادشاه بیرون نگه داشتند تا از نگرانی او جلوگیری شود. پادشاه هوشیار و با نشاط باقی ماند. با این حال، در ۳ مه، علامت‌های روی دستان خود را مطالعه کرد، اسقف اعظم را احضار و اعلام کرد: من واریول کوچک دارم. اسقف اعظم به او دستور داد تا برای مراسم پایانی آماده شود. در آن شب، پادشاه مادام دو باری را احضار کرد، او را از تشخیص خبر داد و گفت: ما نمی‌توانیم رسوایی متز را دوباره شروع کنیم. اگر آنچه را که اکنون می‌دانم، می‌دانستم، شما احضار نمی‌شدید. من این را مدیون خدا و مردمم هستم؛ بنابراین، شما باید فردا بروید. در ۷ مه، او اعتراف کننده خود را احضار کرد و اعترافات پایانی به او داده شد. بیماری به سیر خود ادامه داد. یکی از بازدیدکنندگان در ۹ مه، دوک دو کروی گفت که چهره پادشاه با تیره شدن زخم‌های آبله شبیه «نقابی از برنز» است. لوئی در ساعت ۳:۱۵ بامداد ۱۰ مه ۱۷۷۴ درگذشت.